# Palais de l'Isle
El Palais de l'Isle es troba al municipi d'Annecy, al departament de l'Alta Savoia.

## Situació
S'alça sobre un illot format pel Thiou.

## Història
Als segles xii i xiii, és dels senyors de l'Illa, que el tenen en feu dels comtes de Ginebra. És infeudat cap a 1219, a la família de Monthouz. A l'«Illa» hi ha aleshores les presons comtals, paper que tindrà fins al 1355, després s'hi instal·larà un taller monetari fins a 1392. Sota Amadeu VIII, la família de La Croix, se n'encarregarà algun temps. Janus, fill segon del duc Lluís de Savoia, havent rebut el Genevès en herència, redimeix la infeudació i dona l'«Illa» a la seva esposa Hélène de Luxemburg. Restarà en aquesta família fins al segle xvi, que el transforma en casa principesca.
Tornat a les mans dels ducs de Savoia-Nemours, en restableixen les presons i hi instal·len el palau de justícia, així com el Consell de presons i el tribunal de comptes. El Palais de l'Isle conservarà aquest paper de presó fins a la Revolució Francesa. Serà aviat, caserna, per a les tropes de pas, magatzem per a la Intendència, asil de vells, de 1860 a 1880, després altre cop caserna. Amenaçat de destrucció, el cost massa elevat, ho impedeix, és classificat el 1896 i d'aleshores ençà salvat. Serveix de nou com a presó durant la Segona Guerra Mundial. Restaurat, hi és establert avui el CIAP, (Centre d'Interpretació de l'Arquitectura i del Patrimoni). Proposa un recorregut permanent sobre l'arquitectura i el patrimoni d'Annecy així com exposicions temporals renovades regularment. Les sales històriques permeten l'evocació de les antigues funcions del monument.

## Descripció
El seu recinte segueix el traçat de l'illa, en forma de fus. El seu nucli és una casa torre que data de la fi del segle xii o començament del XIII, d'aproximadament 12m de costat. És construït en pedra regular. La planta baixa està dividida en quatre cambres voltades de cintres. Al primer pis s'hi troba, la gran sala d'audiència, superada per dos pisos més. Al segle xv, s'ha ajuntat a aquesta casa una escala de cargol. Un pati interior, a l'est, separa la torrassa, d'una capella de forma triangular, flanquejada per la torreta de les latrines. Els calabossos són al llarg del petit braç del Thiou. Els advocats, tenien els seus despatxos, agrupats a un edifici baix anomenat «les banches» situat al nord.